# Iris Chang
Iris Shun-Ru Chang (chinois : 張純如 ; chinois simplifié : 张纯如 ; pinyin : Zhāng Chúnrú), née le 28 mars 1968 à Princeton et morte le 9 novembre 2004 à Los Gatos est une historienne et journaliste sino-américaine connue pour son best-seller Le Viol de Nankin (1997) qui raconte l'histoire du massacre de Nankin.
Elle parle couramment le mandarin.

## Biographie
Iris Chang naît dans une famille d'origine chinoise dont les grands-parents ont fui Nankin quelques semaines avant le massacre. Ses parents fuient la Révolution culturelle de 1949 et se réfugient tous les deux à Taïwan où ils se rencontrent au lycée. Ils obtiennent tous les deux une bourse pour l'Université Harvard où Ying-Ying devient biochimiste tandis que Shau-Jin devient physicien théorique. Iris Chang naît le 28 mars 1968 au Princeton Hospital situé sur le campus de l'Université de Princeton où ses parents font leurs recherches postdoctorales. Deux ans plus tard, la famille déménage à Urbana où les parents Chang deviennent professeurs à l'université locale.
Elle entre à l'University Laboratory High School (Urbana, Illinois) (en), l'école liée à l'Université de l'Illinois à Urbana-Champaign où elle étudie les mathématiques avancées et rejoint le club d'informatique uniquement masculin.
Iris Chang fait des études de journalisme à l'Université de l'Illinois à Urbana-Champaign dans les années 1980.  Après son diplôme à Urbana-Champaign elle passe un été à travailler pour Associated Press puis un an comme journaliste pour Chicago Tribune.
Pendant sa première année à l'Université Johns-Hopkins, elle signe un contrat d'édition avec Basic Books pour écrire une biographie de Qian Xuesen, un des fondateurs du Jet Propulsion Laboratory de la NASA. En 1991, elle obtient finalement une maîtrise ès lettres après avoir suivi le Graduate Writing Seminar.

### Thread of the Silkworn
Son premier ouvrage, une biographie de Qian Xuesen, un des fondateurs du Jet Propulsion Laboratory est publié en 1995. L'ouvrage ne se vend qu'à 10 000 exempaires mais reçoit des critiques positives dans nombre de journaux.
Pour l'ouvrage, elle interviewe le fils de Qian Xuesen et écrit une proposition d'essai pour la maison d'édition de 100 pages en quelques semaines. En 1992, elle reçoit une Bourse MacArthur de 15 000 $ pour poursuivre ses recherches.

### Le Viol de Nankin
Pendant son enfance, ses parents, Ying-Ying et Shau-Jing Chang, lui parlent pour la première fois du massacre de Nankin qui a fait près de 300 000 victimes. Elle racontera plus tard que « C'était difficile pour moi de visualiser la gravité des choses parce que les histoires paraissaient presque mythiques - les gens coupés en morceaux, la rivière Yangtze devenue rouge à cause du sang. »,.
En 1997, elle publie Le Viol de Nankin sur le massacre de Nankin perpétré par l'armée japonaise sur les civils chinois lors de la guerre sino-japonaise. Elle passe un mois à Nankin en 1995 pour faire des recherches où elle finit par être connue sous le nom de Chang Shunru. Elle interviewe deux des dernières survivantes du massacre, Ni Cuiping qui avait 11 ans et Xia Shuqing qui en avait 7 et lit les 2 000 pages du journal de l'Allemand John Rabe qui sauva plusieurs centaines de personnes en créant une « zone de sécurité » dans la ville.
Le livre est publié pour le 60e anniversaire du massacre et est le premier écrit en anglais pour le grand public sur le sujet. Il reste pendant dix semaines dans la liste des best-sellers du The New York Times.
Son ouvrage reçoit des critiques de la part de l'ambassadeur du Japon aux États-Unis de l'époque Ryōzō Katō tandis que des caricatures d'elle sont publiées dans les journaux d'extrême-droite au Japon. Critiquant le fait que le gouvernement japonais n'a jamais émis d'excuses officielles pour le massacre, elle confronte l'ambassadeur du Japon aux États-Unis lors d'une émission télévisée dénonçant l'usage de termes vagues dans les communications du pays sur le sujet.

### The Chinese in America: A Narrative History
Elle publie The Chinese in America en 2003 chez Viking et considère que travailler dessus fut des vacances après Le Viol de Nankin.

## Mort
Au moment de sa mort, elle est en train de faire des recherches pour un nouveau livre sur la marche de la mort de Bataan. En juillet 2004, alors qu'elle vient de partir pour retrouver des survivants de la marche dans le Kentucky, elle arrive en avion à Louisville où elle s'écroule de fatigue à son hôtel. Un des vétérans la rejoint à l'hôtel et l'emmène au Norton Psychiatric Hospital pour s'y faire admettre. Elle reste trois jours hospitalisée pour un trouble psychotique bref. De retour en Illinois, elle est traitée en plus pour dépression et voit un psychiatre deux à trois fois par semaine. Deux semaines avant, elle est diagnostiquée d'un trouble bipolaire. Elle envoie également des boîtes remplies de ses archives à l'Université de Californie à Santa Barbara, à l'Université Stanford et à l'Université de l'Illinois à Urbana-Champaign.
Le 8 novembre 2004, elle achète un Ruger Old Army .45 revolver mais en l'essayant, il s'enraye. Le lendemain, elle contacte une armurerie près de chez elle pour apprendre comment charger l'arme correctement. Elle prend également rendez-vous pour une séance de tir la semaine suivante. La nuit suivante, elle quitte la maison familiale et prend sa voiture jusqu'une route de campagne près de Los Gatos. Là, elle se suicide par arme à feu en se tirant une balle dans la tête dans sa voiture. L'autopsie conclut à un suicide. Chez elle sont retrouvées plusieurs notes dont une de suicide :

« Lorsque vous pensez avoir un avenir, vous pensez en termes de générations et d'années. Lorsque vous ne le faites pas, vous ne vivez pas seulement au jour le jour - mais à la minute. Il vaut bien mieux que vous vous souveniez de moi telle que j'étais — à mon apogée en tant qu'autrice à succès — qu'à l'épave aux yeux sauvages revenue de Louisville... Chaque respiration devient difficile pour moi — l'anxiété peut être comparée à la noyade en pleine mer. Je sais que mes actions transféreront une partie de cette douleur à d'autres, en fait, à ceux qui m'aiment le plus. S'il vous plaît, pardonnez moi. Pardonnez-moi parce que je ne peux pas me pardonner. »

Elle est enterrée au Gate of Heaven Catholic Cemetery à Los Altos Hills le 12 novembre. Un service funéraire est tenu à Nankin en même temps que son inhumation à Los Gatos.

## Hommages
En 2007, son ancienne camarade d'études Paula Kamen écrit une biographie de Chang intitulée Finding Iris Chang: Friendship, Ambition, and the Loss of an Extraordinary Mind. La même année, un documentaire, Iris Chang: The Rape of Nanking, est réalisé sur son histoire avec Olivia Cheng dans son rôle.
Deux statues sont érigées en son honneur après son suicide : une sur le campus de l'Université Stanford et une au Mémorial du massacre de Nankin. En 2019, un parc de San José, où elle a vécu, est nommé en son honneur.
Mo Hayder lui dédie son ouvrage The Devil of Nanking en 2004.

### Ouvrages d'Iris Chang
- (en) Thread of the Silkworm, Basic Books, 1996, 386 p. (ISBN 978-0-465-00678-6).
- (en) The Rape of Nanking : The Forgotten Holocaust of World War II, Basic Books, 1997, 336 p. (ISBN 978-0-465-06835-7).

- (en) The Chinese in America. A Narrative History, Penguin, 2003 (ISBN 0-14-200417-0).

### À propos d'Iris Chang
- (en) Paula Kamen, Finding Iris Chang : Friendship, Ambition, and the Loss of an Extraordinary Mind, Da Capo Press, 2007, 310 p. (ISBN 978-0306814662).
- (en) Ying-Ying Chang, The Woman Who Could Not Forget : Iris Chang Before and Beyond the Rape of Nanking- A Memoir, Pegasus Book, 2011 (ISBN 978-1605981727).